# 푼트무랄역
푼트 무랄역(Punt Muragl)은 스위스 그라우뷘덴주의 사메단 시정촌에 있는 기차역이다. 이 역은 래티셰 철도의 사메단-폰트레시나선에 위치해 있다.
역에는 단일 통과 선로와 대기 대피소가 있는 단일 플랫폼이 있다. 인접한 산업 건물에는 전용 사이딩이 있다.
역에서 가까운 거리에 무오타스 무랄 철도의 계곡역이 있다. 이 철도는 무오타스 무랄 정상까지 올라가는 푸니쿨라 철도이다. 래티셰 철도의 베르니나선에 있는 푼트 무랄 스타츠역은 플라츠강 건너편에 있으며 다리로 접근할 수 있다.

## 운행편
다음 서비스가 푼트 무랄에서 정차한다.
- 레기오 : 폰트레시나와 스쿠올-타라스프 사이를 매시간 운행한다.